# Navarträsket
Navarträsket är en sjö i Lycksele kommun i Lappland och ingår i Öreälvens huvudavrinningsområde. Sjön har en area på 0,182 kvadratkilometer och ligger 399,1 meter över havet. Sjön avvattnas av vattendraget Navarträskbäcken som mynnar i Norrån strax uppströms Hemselet.

## Delavrinningsområde
Navarträsket ingår i det delavrinningsområde (715390-161673) som SMHI kallar för Mynnar i Granån. Medelhöjden är 456 meter över havet och ytan är 37,67 kvadratkilometer. Det finns inga avrinningsområden uppströms utan avrinningsområdet är högsta punkten. Navarträskbäcken som avvattnar avrinningsområdet har biflödesordning 3, vilket innebär att vattnet flödar genom totalt 3 vattendrag innan det når havet efter 184 kilometer. Avrinningsområdet består mestadels av skog (78 procent) och sankmarker (18 procent). Avrinningsområdet har 0,4 kvadratkilometer vattenytor vilket ger det en sjöprocent på 1,1 procent.